# Richard Doll
Richard Doll, född 28 oktober 1912 i London Borough of Richmond upon Thames, död 24 juli 2005, var en brittisk läkare och cancerforskare, den förste som påvisade sambandet mellan rökning och lungcancer.
I samarbete med professor Bradford Hill tog han fram statistik som påvisade sambandet 1950. Det dröjde innan hans resultat uppmärksammades. Cancer-kommittén i hälsodepartementet i Storbritannien var inte övertygade om resultaten, och befarade att uppmaningar till allmänheten att sluta röka skulle kunna skapa oro och panik. Först den 12 februari 1954 hölls en konferens där hälsoministern Iain Macleod, kedjerökande, tillkännagav att regeringen tog sambandet mellan rökning och lungcancer på allvar.
Han studerade sedan läkares rökvanor och kom fram till att när man slutar röka minskar risken för cancer omedelbart. Han tilldelades Buchananmedaljen 1972.